# Glenea didymoides
Glenea didymoides là một loài bọ cánh cứng trong họ Cerambycidae.